# ماريا أو مظالم النساء (رواية)
ماريا أو مظالم النساء (بالإنجليزية: Maria: or, The Wrongs of Woman) هي عمل روائي غير مكتمل للكاتبة البريطانية ماري وولستونكرافت، تكملة لعملها ذي الطابع الفلسفي السياسي الثوري دفاعًا عن حقوق المرأة التي نشرته عام 1792. قام زوجها ويليام جودوين بنشر الرواية عام 1798 بعد وفاة مؤلفتها بعام، ويعد العمل الأكثر نسوية للكاتبة بشكل جذري. هذه الرواية هي ذات طابع فلسفي وقوطي على حد سواء، وتتناول قصة امرأة حجزت في مستشفى الأمراض العقلية بسبب زوجها. وتركز الرواية على المظالم التي تعاني منها المرأة، على الصعيد الاجتماعي أكثر مما تعانيه على الصعيد الفردي، إضافة إلى ذلك، فإن الكاتبة تنتقد ما يعتبر مؤسسة للزواج في النظام الأبوي في بريطانيا العظمى في القرن الثامن عشر، وبالمثل النظام القانوني الذي يحميه.
ومع ذلك، فإن عجز بطلة الرواية عن التخلي عن أوهامها الرومانسية أيضًا قد ساهم في اتهام النساء بشكل عام في كونهن عرضة للسقوط في العواطف الزائفة وغير المجدية. كانت الرواية عملًا رائدًا في الاحتفال بالحياة الجنسية للأنثى وفي التعريف بين النساء من مختلف الطبقات. وكانت هذه المواضيع بجانب الكتاب الفاضح للروائي البريطاني ويليام جودوين بعنوان مذكرات مؤلفة دفاعًا عن حقوق المرأة عام 1798، والذي تناول حياة ماري وولستونكرافت، سببًا في أن الرواية لم تكن لها شعبية وقت نشرها.
وفي القرن العشرين، حلل نقاد النسوية العمل وقاموا بدمجه في تاريخ الرواية والخطاب النسوي. وفي معظم الأوقات، كانوا يقومون بتصنيف العمل باعتباره جزءًا لا يتجزأ من الأدب النسوي المدافع عن حقوق المرأة، وبمثابة امتدادًا لما قدمته البريطانية وولستونكرافت من موضوعات نسوية في دفاعها عن الحقوق إضافة إلى كونها تمثل سيرتها الذاتية.

## عن مؤلفة العمل
ماري وولستونكرافت كاتبة وروائية وفيلسوفة ومناصرة لحقوق المرأة، وُلدت في لندن في 27 أبريل عام 1759. خلال حياتها المهنية القصيرة، كتبت ماري روايات وأطروحات، وقصص رحّالة، كما أنها كتبت عن تاريخ الثورة الفرنسية وعن قواعد السلوك، أدب الطفل. وجاءت شهرتها بسبب دفاعها عن حقوق المرأة، فقد كانت تقول أن النساء لسن أقل شأنًا من الرجال، ولكنهن كانوا يظهرون على هذا الحالة لافتقارهم إلى التعليم. كما اقترحت وجوب معاملة كل من الرجل والمرأة على أنهما مخلوقان رشيدان، يصنعان نظام اجتماعي يقوم على العقل. وتُوفيت في لندن في 10 سبتمبر عام 1797.

## تأليف الرواية ومضمونها

### إصدار الرواية
استغرقت وولستونكرافت أكثر من عام لكتابة روايتها مظالم المرأة؛ وفي المقابل، كان قد انتهت من كتابة دفاعًا عن حقوق الرجل عام 1790 وفي أقل من شهر، وكان بمثابة رد على كتاب المفكر الإيرلندي إدموند بيرك تأملات حول الثورة فر فرنسا،  الذي أصدره عام 1790، بينما انتهت من كتابها دفاعًا عن حقوق المرأة خلال ستة أسابيع، وقامت بنشره عام 1792. وعلق جودوين بخصوص هذا الشأن قائلًا: 
| ماريا أو مظالم النساء (رواية) | أعرف أنها مهمة شاقة جدًا إنتاج عملًا روائيًا متميزًا حقًا؛ فقد استدعت المؤلفة كامل قدراتها حتى تكافح من أجل الوصول إلى التميز. وأن كل أعمالها قد تم إنجازها بسرعة وأنها لم تعطٍ لنفسها الوقت الكافٍ لتوسيعها. ولكن هذه الرواية تم كتابتها ببطء وبعناية. بدأت الكاتبة الرواية بطرق عدة، والتي رفضتها فيما بعد بعدما أحرزت تقدمًا فعليًا كبيرًا. كتبت المؤلفة عدة مقاطع من العمل مرارًا وتكرارًا. وعندما انتهت مما يمكن تسميته الجزء الأول، شعرت بعدم الرضا عنه وأنها بحاجة إلى إعادة تحسين ومراجعة ما كتبته بدلًا من متابعة كتابة الأجزء المتبقة. | ماريا أو مظالم النساء (رواية) |

قامت المؤلفة أيضًا بإجراء العديد من الأبحاث بشكل عميق لتكتب هذا العمل من أجل الآخرين. وعندما أرادت المؤلفة أن تتحمل مسؤوليات تأليف ونشر الأعمال الأدبية والنقد المحتمل مواجهته، وخصوصًا في المجال الروائي، استخدمت منصبها بصفتها محررة بصحيفة الاستعراض التحليلي، التي أسسها اللندني جوزيف جونسون عام 1788، حتى تتعلم المزيد عن التقنيات السردية. وفي فبراير عام 1797، قامت وولستونكرافت بزيارة مستشفى بثليم الملكية بلندن للأمراض العقلية لتتعرف عن قرب على تجاربهم الخاصة. وعندما توفيت وولستونكرافت عام 1797، كان العمل غير مكتملًا وقتها. فقام زوجها جودوين بنشر كل الأجزاء غير المنتهية أيضًا، وقام بإضافة بعد العبارات والفقرات التي كتبها بنفسه لربط الأقسام المختلفة فيما بينها.

### مضمون الرواية
تبدأ الرواية بتقنية In medias res، ويقصد بها السرد من منتصف الأحداث، حيث تبدأ الرواية بالاعتقال الظالم لماريا، امرأة من الطبقة العليا، على يد زوجها جورج فينابلس. ولم يحكم عليها فقط بالعيش في مستشفى الأمراض العقلية، بل أيضًا تم إبعادها عن ابنتها. استطاعت ماريا عمل صداقات مع ممرضات المستشفى، إحداهن كانت امرأة فقيرة من الطبقة الدنيا تُدعى جميما، والتي بعدما لاحظت أن ماريا هي امرأة سوية غير مجنونة، وافقت على إحضار الكتب لها. وكان هناك ببعض الكتب بعض الملاحظات التي كتبها أحد النزلاء ويُدعي هنري دارنفورد، والذي أحبته ماريا من خلال هوامشه المكتوبة. وبدأ الاثنين في التواصل، حتى كُتب لهم اللقاء في أحد الأيام. كشف دارنفورد عن أنه كان يحيى حياة فاجرة فيما سبق؛ وأنه استيقظ في صباح يوم ما ليجد نفسه في المستشفى بعد ليلة شرب فيها كثيرًا، إلا أنّه لم يستطع إقناع الأطباء بالإفراج عنه.
تروي جميما قصة حياتها لماريا ودارنفورد: فهي ابنة غير شرعية، توفيت والدتها وهي لا تزال طفلة، مما أدى بدوره إلى زيادة سوء وضعها الاجتماعي غير المستقر. ولذلك كان عليها أن تعمل خادمة في منزل والدها، بعد أن تعلمت على يد معلم كان يضربها وكان يجعلها تموت جوعًا وقام باغتصابها. وعندما اكتشفت زوجه المعلم أن جميما حاملًا منه، قررت طردها من المنزل. وكانت غير قادرة على إعالة نفسها، فأجهضت طفلها وأصبحت عاهرة. وبعد وفاة رئيسها، بدأت في العمل في المستشفى حيث سجنت ماريا.

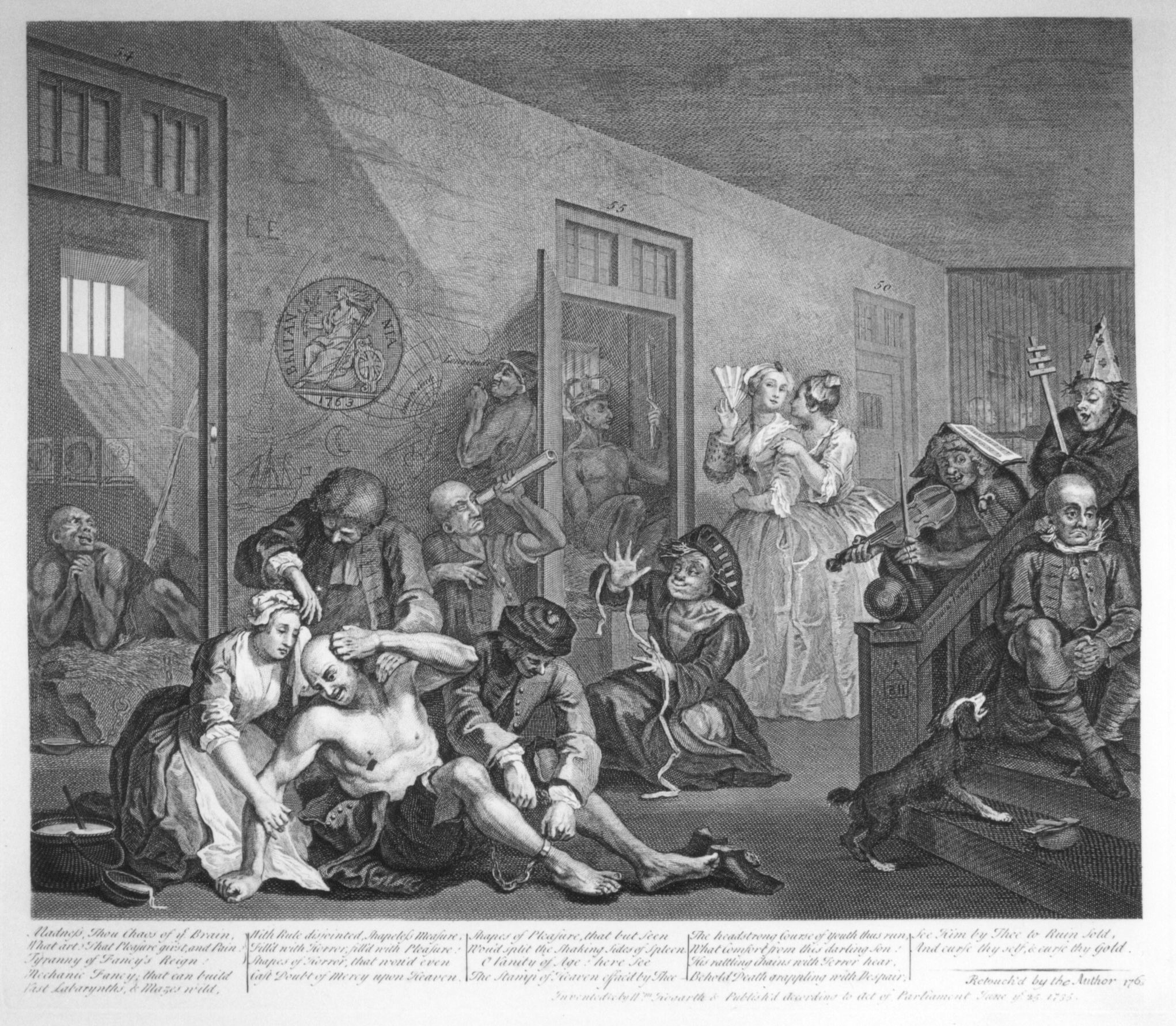
لوحة توضيحية للمصور الإنجليزي وليم هوجرت توضح مستشفى بثليم الملكية بلندن للأمراض العقلية.

بداية من الفصل السابع حتى الرابع عشر، وهو ما يمثل نصف المخطوطة تقريبًا، تروي ماريا تاريخ حياتها من أجل ابنتها. وشرحت أن والدها ووالدتها قد أحبا ابنهما الأكبر، روبرت، أكثر من أبناءهم الآخرين، مما أدى به إلى تعامله بطريقة استبدادية مع أخواته الآخرين. وكانت ماريا تقوم بزيارة جار لهم، كوسيلة للهروب من المنزل، وقد أحبت ابنه جورج فينابلس. وكان فينابلس يقدم نفسه أمام الجميع بوصفه مثالًا للشاب الشريف المحترم، إلا أنه في الحقيقة كان فاجرًا. وأصبحت حياة ماريا الأسرية لا تحتمل عقب وفاة والدتها واتخاذ والدها من مدبرة المنزل عشيقة له. وقام عمًا غنيًا كان مغرمًا بماريا، دون معرفته بحقيقة شخصية فينابلس، بترتيب الزواج وأعطاها مهرًا قيمته 5.000 £.
اكتشفت ماريا سريعًا حقيقه شخصية زوجها. وقد حاولت تجاهله بتسخير جهدها في تقديم كل ما لديها في الآداب والفنون. ولكنه كان يعود في كل مرة أكثر فجورًا عن سابقتها: فقد خدعها ورهن المال وأصبح الزوجان مفلسين. وأصبحت ماريا حاملًا بعد فترة من سلسلة من العلاقات الجنسية غير المرغوب فيها مع زوجها. وقد أخبرها عمها أن النساء لديهن حق الانفصال عن أزواجهن. وعلى الرغم من ذلك، فإن قد فينابلس باع ماريا إلى أحد أصدقائه، حاولت ماريا الهروب، ولكن دون جدوى. بدايةً هربت وتمكنت من العيش في أماكن مختلفة، وفي أغلب الأحيان تكون مع مجموعة من النساء اللاتي تعرضن أيضًا للخيانة من قبل أزواجهن، ولكنه دائمًا ما كان يجدها. عندما حاولت مغادرة إنجلترا مع ابنتها حديثة الولادة بالثروة التي تركها لها عمها المتوفي، أخذ زوجها الطفلة وأدخلها المصحة. وعند هذه النقطة تم قطع أحداث الرواية.

### أجزاء الرواية الأخيرة
كانت الملاحظات الجزئية لبقية العمل تشير إلى مسارين مختلفين للمضمون وخمس استنتاجات منفصلة. في كل من المضمونين الرئيسيين، يكسب جورج فينابلس حكمًا ضد دارنفورد بسبب إغواه زوجته؛ بعد ذلك يترك دارنفورد ماريا ويهرب إلى إنجلترا ويحصل على محبوبة أخرى. وعندما اكتشفت خيانته، فقدت ماريا طفلها التي حملت به من دارنفورد جراء عملية إجهاض غير مقصودة. وانتحرت ماريا في إحدى النهايات. في نهاية أخرى كاملة، أنقذت جميما ماريا من الانتحار، بعد أن وجدت ابنتها الأولى. وقد وافقت ماريا العيش من أجل ابنتها، وهو بالفعل ما قامت به وولستونكرافت في حياتها الحقيقية بعد محاولتها الثانية للانتحار. وشكلت كل من جميما وماريا وابنتها عائلة جديدة.

## أسلوب الرواية
طورت وولستونكرافت في مقالاتها بصحيفة  الاستعراض التحليلي معيارًا خاصًا بها لبناء رواية جيدة. 
| ماريا أو مظالم النساء (رواية) | الأعمال التراجيدية أو الروائية الجيدة ليست بالضرورة أن تكون الأعمال الأكثر أخلاقية، إذا كان المعيار هو الأثر الذي يتركه في نفس القارىء، لأن الأخلاق ليست هي حلم المشاعر، بل الكفاح من أجل العاطفة- تلك المشاعر الإنسانية التي تبتعد تمامًا عن العقل، وتحمل الإنسان إلى ارتكاب أخطاء خطيرة... والتي من شأنها أن تُولد مشاعر أكثر حيوية وتترك الانطباع الأكثر ديمومة في الذاكرة؛ انطباعًا أدلى به القلب بديلًا عن العقل. فالعاطفة ليست طوعية مثل صوت العقل. | ماريا أو مظالم النساء (رواية) |

تعتقد وولستونكرافت أن الروايات يجب أن تكون مقبولة ويجب أن يتوفر فيها الاعتدال والعقل والرضا. ولذلك، كان من اللافت للنظر أن تكون رواية مظالم النساء مستوحاة من بعض الأعمال مثل: الرومانسية الصقلية عام 1790 للأديبة الإنجليزية آن رادكليف من رواد الرعب القوطي، إضافة إلى استخدامها بعض المطابقات الحرفية والمجازية مثل منزل كبير من اليأس، حيث تم محاصرة ماريا. ومع ذلك، فإنها تبرز أن الرعب القوطي ما هو إلا أمر واقع يحدث للمرأة الإنجليزية. وبفضل استخدام بعض عناصر الرواية القوطية، استطاعت وولستونكرافت أن تصور زوج ماريا على أنه شخصية طاغية، وأن حياتها الزوجية كانت بائسة.
وكان هذا ما فسرته وولستونكرافت في مقدمة مظالم النساء: «في كثير من الحالات، كان بإمكاني جعل هذه الأحداث أكثر درامية، ولكن ضحيت بذلك حتى أصل لهدفي المنشود وهو الرغبة في تسليط الضوء على البؤس والقهر الذي تعانيه النساء، فهن نتاج لقوانين جزئية وأعراف المجتمع». وكانت رواية كالب ويليامز عام 1794 لجودوين، من بين النماذج التي أتبعها وولستونكرافت، والتي أبرزت كيف أن لمغامرة ورواية رعب قوطية بإمكانها أن تعرض نقدًا اجتماعيًا.

### طريقة سرد الرواية
تستخدم الكاتبة في روايتها مظالم النساء بشكل أساسي أسلوب السرد مع الضمير الثالث، أو ما يمسى بالراوي العليم، إلا أنه في أقسام كبيرة من قصة كل من ماريا وجيميما يظهر السرد على لسان المتكلم مع الضمير الأول. ويقوم الراوي العليم بسرد أحاسيس ومشاعر ماريا للقراء عبر تقنية جديدة للخطاب الحر غير المباشر، والذي بدوره يساعد على إلغاء الخط الفاصل بين الراوي في الضمير الأول والحوار القائم في النص مع الضمير الأول. وعقدت وولستونكرافت أحداث الرواية بربطها مع ذكريات ومشاعر ماريا الخاصة حول هذه الأحداث. وتسمح القصص التي تم سردها مع ضمير المتكلم لماريا وجيميما بشعورهن بالمساواة من حيث قصص معاناتهم، بالإضافة إلى السماح لباقي شخوص العمل بالحفاظ على شعورهم بذاتهم بوصفهم شخصيات مختلفة، التي تمثل القوة التي توحدهم وتربطهم في نفس ذات المستوى.

### رواية يعقوبية
مظالم المرأة هي العمل الذي كان يُعرف في القرن الثامن عشر باسم الرواية اليعقوبية، وهي رواية فلسفية تدافع عن المثل العليا للثورة الفرنسية. وتدعم رواية وولستونكرافت جنبًا إلى جنب مع بعض الروايات الأخرى مثل مذكرات إيما كورتني عام 1796 للروائية الإنجليزية ماري هايس، أن النساء هن ضحايا الجرائم بشكل مستمر ومنتظم. وتستخدم وولستونكرافت الحوارات الفلسفية في روايتها للدلالة على عجز النساء.
وبالمثل كما في الروايات اليعقوبية الأخرى، فإن مظالم النساء تعتمد على سلسلة من الشخصيات ذات الأسماء الدلالية القادرة على نقل الرسالة: مثل اسم جيميما، المُستوحى من اسم ابنه أيوب؛ واسم هنري دارنفورد، قريب الشبه من هنري دارنلي، زوج ماري ستيوارت ملكة اسكتلندا؛ فيما يشترك جورج فينابلس مع الاسم الأول لزير النساء جورج الرابع أمير ويلز. وأضافت وولستونكرافت الواقعية لنصها الفلسفي باستخدام اقتباسات من الأدب الشهير، مثل أقوال ويليام شكسبير مع الإشارة إلى بعض الأحداث التاريخية الهامة مع مرجعيات عدة لبعض الحقائق ذات الصلة. وتشير رواية مظالم النساء إلى حالة المرأة في المجتمع من خلال النقد الموجه إلى مختلف النصوص ذات التوجهات النسوية مثل تاريخ توم جونز اللقيط عام 1749 للروائي الإنجليزي هنري فيلدنغ، والسيدة فيتزباتريك التي تحولت إلى شخصية ماريا في رواية وولستونكرافت. وتظهر هذه الاستراتيجيات الخطابية العناصر الفلسفية في الرواية بشكل يشكل المتعة الأكبر للجمهور.

## موضوع الرواية
وعدت وولستونكرافت قرائها في نهاية عملها دفاعًا عن حقوق المرأة بجزء آخر. وقد قامت بديلًا عن إصدار بحث آخر بإطلالة على قرائها برواية مظالم النساء، التي تحمل الكثير من ملامح سيرتها الذاتية. كتبت وولستونكرافت في مقدمة الرواية أنها تُعدها بمثابة قصة للمرأة بوجه عام وليست موجه لأي فرد بعينه. وارتأت الباحثة في الآداب الإنجليزية بجامعة كاليفورنيا آني كوستللانتز مولر أن وولستونكرافت حاولت إفراد مساحة كبيرة للحديث عن المظالم التي تحدث للنساء أو المظالم التي ترتكبها النساء. وتشتمل المظالم المُرتكبة ضد النساء الزيجات الخانقة والقمع الجنسي الذي وصفته وولستونكرافت مستخدمة لغة العبودية، بينما تتمحور المظالم التي ترتكبها النساء بحق نفسها بالشعور الزائف باحترام الذات التي دائمًا ما يتم التعبير عنها بلغة العاطفة. واختلافًا عن روايتها الأولى والوحيدة الكاملة ماريا، أدب الخيال، التي نشرتها عام 1788، فإن مظالم النساء تعرض حلولًا لهذه المشكلة مثل الحياة الجنسية للأنثى باعتبار المرأة هي الكائن الذي يلعب دورًا تربويًا، إضافة إلى إمكانية تمهيد وجود النسوية التي بيدها عبور كل حواجز الطبقات الاجتماعية.

### الزواج والرق
كان استخدام الاستعارات في عملها دفاعًا عن حقوق المرأة هو الطريقة التي وصفت بها وولستونكرافت الزواج في روايتها مظالم النساء، حيث أشارت أنه سجنًا وأن النساء اللاتي يدخلنه هن كالعبيد. ففي الفصل الأول، أسفت ماريا قائلة أن «العالم ليس بالضرورة أن يكون سجنًا كبيرًا، ولكن في الوقت ذاته، فإنه النساء ولدن كالعبيد»، وفي وقت لاحق، ألمحت ببعض التلميحات السياسية في سجن الباستيل الفرنسي قائلة أن: «الزواج هو سجن مدى الحياة». إضافة إلى ذلك، فإن جسد ماريا كان يُباع ويشترى مثل العبيد، حيث تبلغ قيمته خمسة آلاف جنيه استرليني في سوق الزواج المفتوح، وحاول زوجها الجديد بيعها للدعارة. وعن حالتها، تصرح ماريا أنها «المرأة، التي تعد من ممتلكات الرجل مثل حصانه أو حماره، ليس لديها الحق في اعتبار جسدها أو أي شيء خاص بها». استخدمت وولستونكرافت في دفاعًا عن حقوق المرأة استعارة العبودية ليس فقط للدلالة على أهوال الزواج كما كان في وقت سابق من تلك الحقبة، ولكن أيضًا لعرض احتمالية وجود نوع جديد من الزواج، الذي يسمح بوجود مساواة بين الرفيقين الراشدين المحبين. أما في مظالم النساء، فإن الكاتبة لم تقدم أبدًا هذا الخيار؛ وبدلًا منه، قدمت للقراء سلسلة من الزيجات الكارثية، حيث عانت النساء من سوء المعاملة والسرقة والهجر.
وفقًا للباحثة ماري بوفي، فإن الفكرة الأساسية لوولستونكرافت في رواية ماريا كانت التأثير على طريقة تعريف أو تفسير الحياة الجنسية الأنثوية، والتي تتحكم بها المؤسسات البرجوازية. ويكون الزواج هو العامل الرئيسي في هذه السيطرة. وكشفت وولستونكرافت إيديولوجية الزواج من خلال النساء اللاتي كن سلعة قابلة للتبادل، مثل الأدوات، إضافة إلى حرمانهم من حقوقهم الطبيعية.

### الحَسّاسِيّة والعاطفية

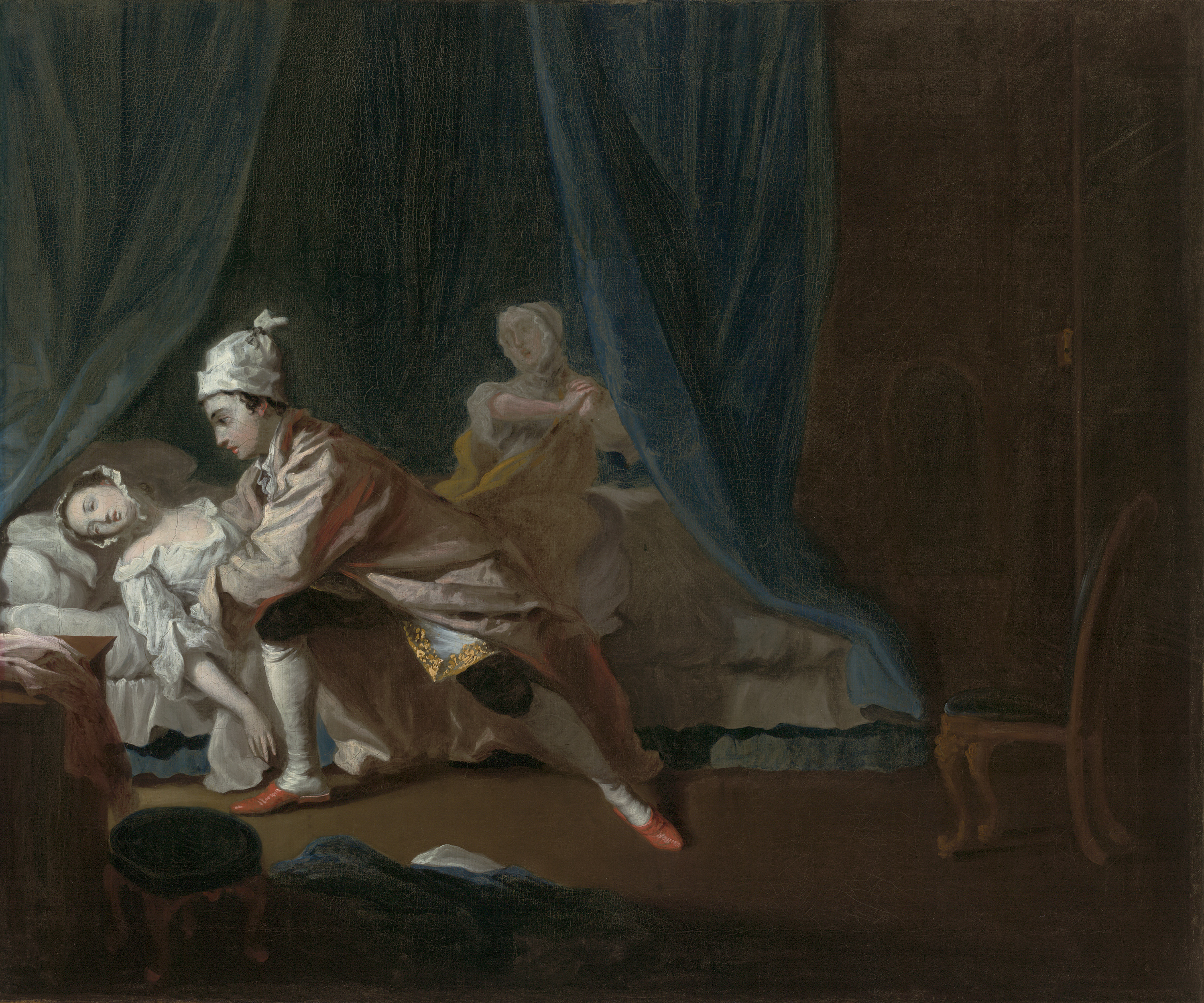
بورتريه لجوزيف هايمور (1743- 1744) يوضح الاستسلام في رواية لصموئيل ريتشاردسون لشخصية باميلا أندروز أمام السيد النبيل الذي يحاول اغتصابها، بعد افتتانه بها لمظهرها وبراءتها وذكائها. ويجسد هذا المشهد الحساسية في القرن الثامن عشر.

كانت الحساسية في النصف الثاني من القرن الثامن عشر ظاهرة مادية ومعنوية في نفس الوقت. وكان الأطباء وعلماء التشريح يعتقدون أنه كلما كانت الأعصاب أكثر حساسية، كان الشخص يتأثر عاطفيًا بمحيطه. وكما كانوا يعتقدون أن المرأة تتمتع بكمية كبيرة من الأعصاب تفوق الرجال، وكانوا يرون أيضًا أن المرأة هي شخص أكثر عاطفية من الرجل. ونظريًا، كانت الزيادة العاطفية المرتبطة بالحساسية تحدث أيضًا أخلاقيات الرحمة، حيث كان الأشخاص ذوي الحساسة هذه يمكنهم وبكل سهولة فهم الآخرين الذي يعانون ألمًا. وبالتالي، فإن المؤرخين قد ربطوا بين خطاب الحساسية وبين هؤلاء الذين يروجون لذلك مع زيادة الجهود الإنسانية، مثل حركة التحرير من العبودية التي ظهرت في القرن الثامن عشر. إلا أنه في الوقت ذاته، يُعتقد بأن الحساسية يجب أن توقف هؤلاء الذين تتملك منهم أكثر من اللازم؛ وهم يواجهون الضعف بفعل معانتهم المستمرة.
وفي الفترة التي كتبت بها وولستونكرافت مظالم النساء، كانت الحساسية واقعة تحت وطأة هجوم متواصل لعدة سنوات. وكانت الحساسية، في بادئ الأمر وسيلة لترابط الأفراد فيما بينهما من خلال التعاطف، في ذلك العصر كان ينظر إليها بانفصالية عميقة؛ وكانت الأعمال الروائية والمسرحية والقصائد الشعرية التي كانت توظف لغة الحساسية، كانت تدافع عن الحقوق الفردية والحرية الجنسية والعلاقات الأسرية غير التقليدية التي كانت تستند فقط على المشاعر. وبالنسبة للبعض، فإن الحساسية، ولا سيما خلال فترة من الرجعية السياسية، كانت تبدو وكأنها تعرض قوة سياسية للنساء، وفي الوقت ذاته، كانت تضعف الرجال البريطانيين الذين كانوا في حاجة للقتال ضد فرنسا.
تكشف كل كتابات وولستونكرافت عن علاقتها المعذبة مع لغة الحساسية، وأن رواية مظالم النساء ليست باستثناء. وكما لاحظت المؤرخة النسوية ميتزي مايرز، التي تصف وولستونكرافت بوجه عام على أنها فيلسوفة مستنيرة كرست نفسها لتنمية العقل بوصفه موجهًا للتقدم نحو الذات والمجتمع، إلا أن أعمالها لم تدعم نموذج الهوية تلك بصورة قاطعة. وأعطى تركيزها على الشعور والتخيل وما يدور بالباطن انطباعًا بأنها شخصية رومانسية، وخصوصًا بعد كتابتها رسائل مكتوبة في السويد والنرويج والدنمارك عام 1796. ومرارًا وتكرارًا، فإنه في كل أعمالها الخيالية وغير الخيالية، تشير وولستونكرافت إلى أن فهم المرء الصحيح لعواطفه يؤدي به إلى الوصول إلى ميزة سامية.

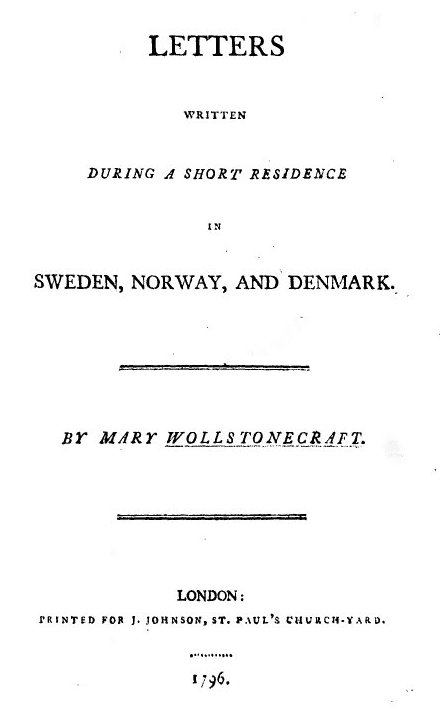
غلاف الطبعة الأولى من للروائية الإنجليزية ماري وولستونكرافت عام 1796.

ومع ذلك، وبالنظر إلى أن وولستونكرافت هي متناقضة وغير دقيقة في مظالم النساء، فلم يحدث إجماعًا حقيقيًا بين الباحثين حول ما تعرضه الرواية بدقة حول الحساسية. وكسرت وولستونكرافت عن عمد الاصطلاحات التي تنادي بها الروايات العاطفية، ولم يكن واضحًا أهدافها التي تدعو إليها. وعلى سبيل المثال، فإن ماريا وجيميما يمكن تصنيفهم ضمن الفئات التقليدية، حيث تصبح جيميما نموذجًا للعقل، بينما تكون ماريا نموذجًا للحساسية. إلا أنه هناك منظورًا آخرًا يمكن أن يتحكم في هذا التصنيف، ألا وهو الرجوع إلى شخصية من يوصفها إذا كان رجلًا أو امرأة، وبالتالي فإن التوصيف التي تتبعه وولستونكرافت يعد تحديًا وانحرافًا عن الأعراف التقليدية لهذا النوع الأدبي.
ويفسر بعض النقاد، وبطريقة ساخرة، قصة ماريا ويدعمون ذلك بالقول أن التجاور بين قصتها العاطفية والرومانسية جنبًا إلى جنب مع قصة جيميما البائسة والحزينة يدعم ذلك القراءة الساخرة. وعبر بوابة هذا التفسير، فإن قصة ماريا تعد محاكاة ساخرة داخل الروايات العاطفية، والتي تهدف إلى تبيان المظالم التي تجلبها النساء إلى أنفسهن عندما يتجاوزن الحد المسموح من الحساسية. وعلى الرغم من أن وولستونكرافت كانت تروج إلى الحساسية في النص، إلا أنها في الوقت نفسه لم تكن من نفس النوع الذي تعرضت له في دفاعًا عن حقوق المرأة، حيث أنها ترى أن الحساسية الملائمة تكمن في التعاطف، إلا أنه في الوقت ذاته، يجب أن يتحكم به العقل بشكل ضروري. وأن امرأة لديها هذا النوع من الحساسية لن تحركها كل موجة عابرة من المشاعر المؤقتة. ويرى بعض النقاد مظالم النساء بوصفها إنكارًا للحجج المضادة للعاطفية والتي عرضتها في عملها دفاعًا عن حقوق المرأة. واستنادًا إلى الظهور القليل لجيميما في السرد واستخدام لغة الحساسية من قبل الراوي، فإن الأمر صعب عليهم في قبول الادعاء القائل بإن الرواية تنتقص من بلاغة الحساسية.

#### الرغبة الأنثوية

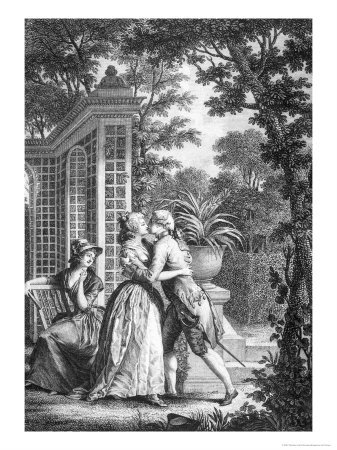
أول قبلة حب في رواية لجاك روسو عام 1761، بريشة نيكولاس أندريه مونسو.

كان واحدًا من بين الاختلافات الرئيسية بين روايات وأبحاث وولستونكرافت الفلسفية، كما أوضحت الناقدة النسوية كورا كابلان، هو أن العاطفة الأنثوية لها قيمة في الأعمال الروائية، بينما في الأبحاث كانت تبدو وكأنها «رجعية وتراجعية، وكانت تقريبًا معادية للثورة». وأضافت أن الكاتبة في بحثها دفاعًا عن حقوق المرأة، أشارت إلى الحياة الجنسية بوصفها سمة ذكورية، بينما جادلت وولستونكرافت قائلة أن بعض السمات الذكورية هي في الأصل سمات عالمية، بينما هذه ليست واحدة منهن. أما في مظالم النساء، فقد قبلت استخدام الجسد الأنثوي كوسيلة للإمتاع والتواصل، فقد استسلمت ماريا شهوتها وأقامت علاقة مع دارنفورد. بينما في دفاعًا عن حقوق المرأة، فقد دافعت عن العلاقات بين الزملاء، مؤكدة أن العاطفة يجب أن تهدأ بين العشاق، أما في مظالم النساء، فهي تحتفل بهذه المشاعر. وفي تحدٍ واضح للأخلاقيين المعاصرين أمثال كل من السويسري جان جاك روسو وجون جريجورين فقد أكدت وولستونكرافت على أن النساء يمكنهن السيطرة الكاملة على نشاطهم الجنسي.

في البداية، أرادت ماريا أن تتزوج من جورج فينابلس، ظنًا منها أنه البطل الرومانسي المنتظر الذي قرأت عنه في روايتها. ومع ذلك، فقد اكتشفت لاحقًا شخصيته المزدوجة:
| ماريا أو مظالم النساء (رواية) | استمر جورج في جذبي للرقص معه، فأخذ بيدي مع بعض التعبيرات العاطفية العميقة، والتي برهنت له بعضًا من أفكاري الرومانسية تجاه... وعندما غادرنا، أصبح لوني أكثر وضوحًا وحيوية.. وكنت أتسائل إلى أين تأخذني مخيلتي؟ باختصار، فقد توهمت أنني وقعت في الحب- وقعت في حب عدم التحيز والقوة والكرم والكرامة والإنسانية- وقد قررت تطبيق هذه السمات على بطلي، الذي أطلقت عليه هذا الاسم. | ماريا أو مظالم النساء (رواية) |

كانت واحدة من القضايا الهامة التي طرحتها هذه الرواية ما إذا كانت ماريا قد خدعت نفسها جراء علاقتها مع دارنفورد. كتبت ماريا في سيرتها الذاتية التي وجهتها لابنتها، والتي اعترفت أيضًا بأنه تم خداعها من قبل فينابلس. إلا أن النقاد قد ارتأوا العكس، ولم يتفقوا مع أنها قد تم خداعها أيضًا من قبل دارنفورد. فقد قال البعض أن ماريا استمرت في تكرار أخطائها السابقة، متخيلة أن دارنفورد هو بطل آخر، وقد استشهدوا ببعض الحجج رفضها أن يغادر المصحة، عندما أصبح حرًا، لأنها أرادت أن تظل معه، إضافة إلى افتتانها برواية جوليا أو إلويس الجديدة لجاك روسو. وتخيلت ماريا دارنفورد على أنه بطلها مثل السيد بريو، الحبيب المؤقت، ولكن لم يكن أبدًا زوجًا لجوليا. وكانت قراءة ماريا للعمل والحجج التي أردفتها هي النتيجة الحتمية للسقوط في هذا التفسير، حيث كانت غير قادرة وغير راغبة في الفصل بين الخيال والواقع، وقد أقحمت دارنفورد في خيالاتها الرومانسية. ورأى نقاد آخرون، وهم على وفاق مع الرأي القائل بإن دارنفورد هو من أغوى ماريا، وجادلوا في ذلك الأمر قائلين أن المشكلة لا تكمن في حياتها أو إثارتها الجنسية، ولكن في اختيارها للشريك. واعتقدوا أن وولستونكرافت لم تصور الحياة الجنسية الأنثوية كفعل ضار أو بغرض الإساءة لها في حد ذاتها، مثلما فعلت في رواية ماريا أو دفاعًا عن حقوق المرأة، ولكن كانت بغرض بعض التوجهات التي تسلكها في كتاباتها.

### الطبقات الاجتماعية والحركة النسوية
يعد الشكل الطبقي في رواية مظالم النساء تمثيلًا غير مسبوق يجمع بين المشاكل المشتركة للمرأة في المجتمع الأبوي، حيث تظهر ماريا، امرأة من الطبقة العليا، أُسي معاملتها، مع القصص المتشابكة التي تعانيها، جنبًا إلى جنب مع عائلة بيجي، حيث زوجة بحار من الطبقة المتوسطة، إضافة إلى زوجة مالك محل الأحذية من الطبقة العاملة، وصاحبة محل الإعاشة وجيميما وخادة المنزل من الطبقة الدنيا. كتبت وولستونكرافت في رسالة نشرتها بوصفها جزءًا من مقدمة مظالم النساء أنها تهدف إلى «إظهار المظالم المتعددة التي تعاني منها المرأة من فئات الشعب المختلفة، ولكنهن يعانين الظلم على حد سواء، على الرغم من فرق التعليم بينهن». والرواية بحد ذاتها هي عمل مبتكر شامل، وتعد واحدة من أوائل الأعمال في تاريخ الأدب النسوي الذي يتضمن براهن نسائية من مختلف الطبقات الاقتصادية، واللاتي لديهن في نفس الاهتمامات حيث يشتركن في الظروف الأنثوية ذاتها. وتسأل جيميما من يخاطر بشيء من أجلي؟ ومن يعتبرني رفيقة له؟ جيميما لم تشعر بالصحبة حتى أخذت ماريا بيدها وفهمت حالتها؛ إضافة إلى ذلك، فإن قصة جيميما قد حفزت ماريا ولأول مرة على أن تكون أفكارها على نطاق أوسع وأن تفكر في مصير جيميما ومصيرها أيضًا في التفكير في الحالة المضطهدة التي تعاني منها النساء وأن تعبر عن أسفها لإنجابها طفلة.
الحركة النسوية هي مجموعة مختلفة من النظريات الاجتماعية والحركات السياسية والفلسفات الأخلاقية التي تحركها دوافع متعلقة بقضايا المرأة. يتفق النسويون والنسويات على أن الهدف النهائي هو القضاء على أشكال القهر المتصل بالنوع الجنسي، ليسمح المجتمع للجميع نساءً ورجالً بالنمو والمشاركة في المجتمع بأمان وحرية. ومعظم النسويين مهتمون بشكل خاص بقضايا عدم المساوة السياسية والاجتماعية والاقتصادية بين النساء والرجال، ويجادل بعضهم بأن مفاهيم النوع الاجتماعي والهوية بحسب الجنس تحددها البنية الاجتماعية. يختلف النسويون حول السبب في انعدام المساواة، وكيفية الوصول إليها، والمدى الذي يجب أن يصل إليه التشكيك في التعريفات المبنية على أساس الجنس والنوع الاجتماعي وانتقادها. لهذا، كأي أيديولوجيا أو حركة سياسية أو فلسفية، فإنه ليس هناك صيغة عالمية موحدة للنسوية تمثل كل النسويين.
تظهر جيميما بصفتها الشخصية الأتعس داخل كل نساء الرواية من الطبقة الدنيا، حيث تقوم وولستونكرافت بتوظيفها لرفض قبول الاستكانة المرتبطة تقليديًا مع الأنوثة، إضافة إلى تعبيرها عن حالة من الغضب المحبط التي كانت ينظر إليها على أنها غير لائقة في ماريا. وتتحدى قصة جيميما الأفكار المسبقة حول العاهرات. وعادت وولستونكرافت لكتابة سرد تقليدي عن العاهرة المفتدية مثل بعض الاعتبارات على نساء البغاء عام 1726 لدانيال ديفو. تقدم الرواية العاهرات بصفتهم ينتمين إلى الطبقات المستغلة، مثل النساء اللاتي يعتمدن على الرجال، وتظهرهم على أنهم نتاج لبيئتهم الخاصة بهم. ورفضت وولستونكرافت الصور النمطية المعاصرة للعاهرة، عن طريق جعل كل من جيميما وماريا ضمن العاهرات، حيث صورة المرأة التي تشعر بالمتعة جراء أفعالها وحبها لرئيسها، مع صورة الضحية التي ترغب في من يشفق عليها. وبالتالي، كان بدلًا من مجرد الرفض أو إثارة تعاطف القارئ، تقدمت كل من جيميما وماريا افتراضيًا نحو رابطًا أكثر قوة ودوامًا مع القراء الذين يشاركونهم محنتهم.
ومع ذلك، فإن قصة جيميما لا تزال تحتفظ ببعض عناصر الشخصية البرجوازية المميزة لوولستونكرافت؛ وأن كل من جيميما وغيرها من نساء الطبقة العاملة هن شخصيات على قدم المساواة مثلهن مثل ماريا فيما يتعلق بالمعاناة. ولذلك، فإن النساء يظهرن مترابطتات متجاوزات حاجز الفوارق الطبقية فيما بينهن، على الأقل من منظور التعاطف أكثر من اليأس. وكما علقت باربرا تايلور، الخبيرة في أعمال وولستونكرافت، أن العلاقة بين ماريا وجيميما تبرز بعض الفجوة والأحكام المسبقة بين الطبقات الاجتماعية، والتي بدورها كانت قد وصّفت السياسة النسوية منذ بدايتها.
وتعلمت جيميما تقدير أنقى الأشياء في الحياة عندما تكون حبيبة خاصة، وقد وعدتها ماريا بالعناية بها في وقت لاحق. وعلى الرغم من ذلك، ففي واحدة من النهايات البديلة، كانت جيميما هي من أنقذت ماريا وساعدتها في العثور على ابنتها.

### الأمومة والهوية الأنثوية

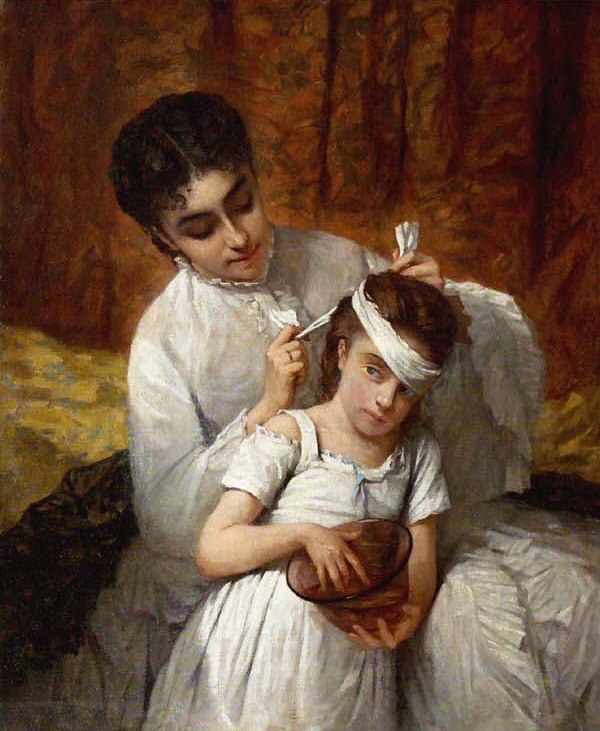
بورتريه للأم مع ابنتها لهنرييت براون عام 1829، حيث صورت وولستونكرافت الأمومة بوصفها دورًا لتحرير المرأة.

بينما أكد بعض المؤرخين على نقد دفاعًا عن حقوق المرأة، الذي ينتقد مؤسسة الزواج في النظام الأبوي والقوانين التي تقيد حرية المرأة في القرن الثامن عشر، فيما ركز آخرون على الوصف الذي جاء بالعمل «تجربة أن تكون امرأة، ممزوجًا مع العنف العاطفي والضعف الفكري الذي يلازمها» وفتحت وولستونكرافت أفاقًا جديدة مع فكرة عقل الأنثى، الذي يمكنه مساعدتها على تثقيف نفسها مع خلق شعور أنثويًا بالذات على وجه التحديد. وسمح دور الأم الذي لعبته ماريا في إرشادها لذاتها، وبالتالي خلقت رؤيتها الخاصة بها، عندما حذرت ابنتها في المخطوط التي كانت تكتبه، وتعلمت ماريا أشياءً عن نفسها ولاحظت الأخطاء التي ارتكبتها في الماضي. وتعارضت قدرتها على تكوين هويتها الخاصة بها مع بطلة روايتها الأولى ماريا، أدب الخيال، حيث نقلت وولستونكرافت شوقها للأمومة من شخصية لشخصية.

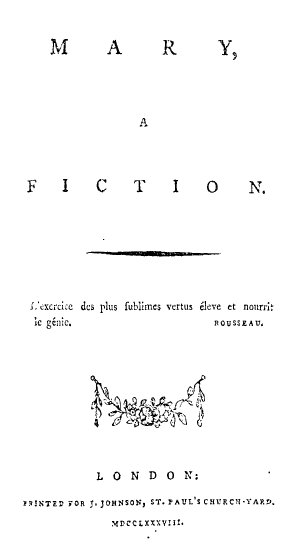
غلاف الطبعة الأولى من رواية للروائية الإنجليزية ماري وولستونكرافت عام 1788.

بينما كان الزواج في النظام الأبوي، كما أشارت وولستونكرافت، واحدًا من أكبر الأخطاء التي ترتكب بحق النساء، فإن الكاتبة جادلت في كونه أمرًا جائرًا عدم منح النساء استقلاليتهن. وبالتالي فلا يتمكن من العثور على وظائف محترمة أو جيدة الأجر، وكنا يعتمن على الرجال. وكان يتوجب على النساء مثل جيميما أن يعملن في وظائف تتطلب جهدًا بدنيًا مثل السرقة أو التسول أو البغاء من أجل البقاء على قيد الحياة، وإنه كان ذلك سببًا رئيسيًا في تدهور أحوالهن وتكوين رأيًا سلبيًا عن أنفسهن من خلال ما أجبرن بتنفيذه.
وبسبب أن العلاقات بين النساء والرجال غير متساوية في مجتمعها، فإن وولستونكرافت تقترح تكوين علاقة صداقة من نوع جديد بين الأم والابنة والأخوات في مظالم النساء. كانت القصة المثيرة للشفقة لماريا واختطاف ابنتها هي الأولى التي أثارت اهتمام جيميما. وتقترح أجزاء الرواية أيضًا ألا تنتهي بالزواج، ولكن بخلق نوع جديد من الأسرة، مكونًا من اثنين من الأمهات لابنة ماريا. ومع إنقاذ جيميما لبطلة العمل، بدت وولستونكرافت رافضة للحجة الرومانسية التقليدية وابتكرت نوعًا جديدًا، كان المجتمع في حاجة له لضمان حصول النساء على حقوقهن الطبيعية.
شدد النقاد الحديثون على الملامح الثورية لهذه الصداقة التي تتجاوز الحواجز الطبقية بين جيميما وماريا، وشكك البعض الآخر في مدى تقدم هذه الرؤية، وبرروا ذلك قائلين أن قصة جيميما تحتل جزءًا صغيرًا داخل الرواية، والتي قُطعت بصورة مفاجئة. أما الباحثة ماري بوفي فقد أكدت على أن وولستونكرافت لم تستطع نقل نطاق نقدها للزواج والمجتمع من المستوى الفردي إلى العام.

### عناصر السيرة الذاتية
تقف رواية مظالم النساء جنبًا إلى جنب مع رواية وولستونكرافت الأولى والكاملة ماريا، أدب الخيال، حيث أن كلاهما يمثل سيرة ذاتية للكاتبة، إلا أن الأولى تظهر بشكل موسع؛ ويتم تكرار بعض من عناصر سيرتها الذاتية في كليهما. وبعد أن هجرها حبيبها ووالد ابنتها، فإن جلببرت إملاي، نموذجًا لدارنفورد، حاولت وولستونكرافت الانتحار. وكانت الأحداث اليائسة التي مرت بها مكتوبة داخل العمل، جنبًا إلى جنب مع بعض التجارب الأخرى التي حدثت في منتصف عقد التسعينات من القرن الثامن عشر. وأكثر من ذلك، فإن الحياة الأسرية لماريا فينابلس تتشابه بشكل واضح مع الحياة الأسرية لوولستونكرافت. فمثلها مثل ماريا، كان لوولستونكرافت أمًا تحابي لابنها الأكبر. وكانت ترعي بتفانٍ شديد والدتها في أيامها الأخيرة، إلا أنه قد تم إبعادها في اللحظات الأخيرة من حياتها. كانت وولستونكرافت تهتم بأختها مثلما كانت تفعل ماريا، إلا أنها لم تتلق أي مساعدة من عمها الغني. وربما كان لافتًا للنظر أن أخت وولستونكرافت، إليزا، كانت قد تركت زوجها بعد إصرار أختها، وبطريقة مشابهة جدًا لما استخدمته مع ماريا لترك زوجها. وكما أوضحت جالي كيري أن الإتيان بعناصر السيرة الذاتية هي سمة مشتركة في الروايات اليعقوبية. وكان من المتوقع أن تكون الروايات الفلسفية مثل السيرة الذاتية؛ حيث كان الجمهور يعتقد بأن الروائيين الفلسفيين ينبغي أن تستند أعمالهم إلى تجاربهم الخاصة بغية توضيح المبادئ المجردة.

## إرث الرواية وموقف النقاد منها

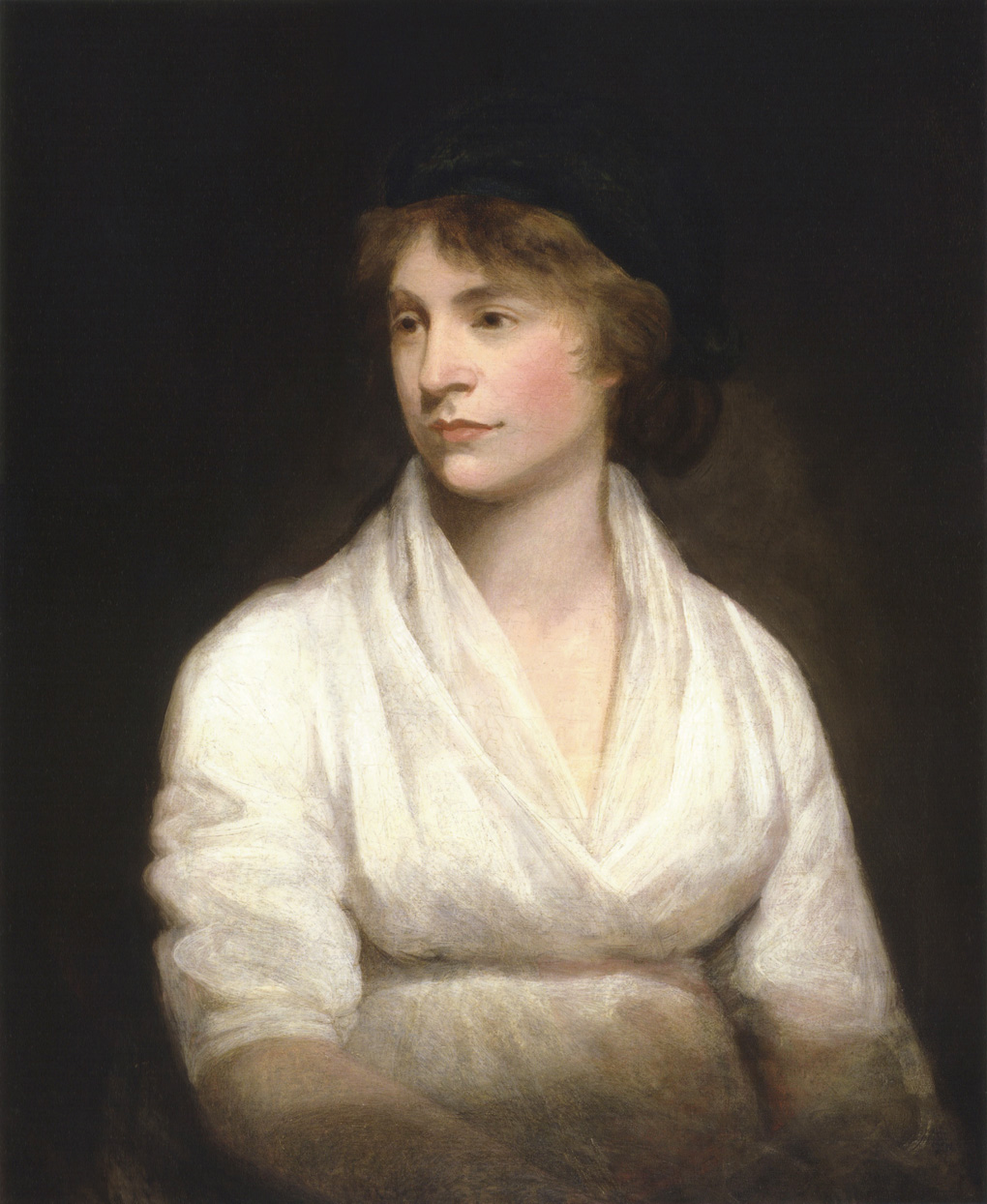
ماري وولستونكرافت.

كانت الأعمال التي نُشرت بعد وفاتها، مثل التجميعات والإضافات غير المكتملة التي قام بها جودوين في مظالم النساء، لها شعبية مقبولة إلى حد كبير عندما نُشرت عام 1798، إلا أنها في الوقت ذاته، قد أحدثت تأثيرًا سلبيًا على الكثير من النقاد. ويرجع ذلك إلى حد كبير إلى إصدار جودوين لكتاب مذكرات مؤلفة دفاعًا عن حقوق المرأة عام 1798، والذي كشف فيه عن الابن غير الشرعي لوولستونكرافت ومغامراتها. وقام معظم النقاد والقراء بنقل الحياة غير التقليدية التي عاشتها وولستونكرافت إلى ماريا، واعتبروا أن الكثير من الألفاظ التي جاءت على لسان شخوص العمل هي نابة من وولستونكرافت وأنها تعكس فكرتها، حيث أنهم لاحظوا أن وولستونكرافت كانت تخاف أن تفثسر أعمالها على أنها مرآة بسيطة لحياتها. وفي القرن الثامن عشر، برزت بعضًا من ردود الفعل الناقدة مثل وصفت الكاتبة الإنجليزية الأخلاقية حنّا مور رواية مظالم النساء على أنها «دفاعًا عن الزنا».

ولم يفهم الكثير من النقاد والقراء على حد سواء أن النقطة الرئيسية التي طرحتها وولستونكرافت في مظالم النساء أن ضروب المظالم التي عانت منها ماريا ما هي إلا مظالم سياسية وليست شخصية. وخاطبت أحد الاصدقاء الذي نقدها في وقت سابق قائلة: 
| ماريا أو مظالم النساء (رواية) | أنا غاضبة ومندهشة من أنك لم تستطع التفكير في موقف ماريا إلا من هذا الجانب فحسب.. وأنك أهملت جانبًا مهمًا لم تتطرق إليه، هل كان يتوجب عليّ التصريح به؟ هناك خللًا في حسن تقييمك المشاعر بوصفك رجلًا. من جانبي، لا أستطيع أن أتخيل موقفًا أكثر ألمًا من ذلك الذي تعانيه امرأة حساسة، بعقل قادر على تنميتها، أن تكون مرتبطة برجل مثل ذلك الذي وصفته في كتابتي، والتي من أجل ضمان بقائها على قيد الحياة، تُجبر على التخلي عن المشاعر الإنسانية وعلى تجنب إحساسها بالذوق بغية عدم تنمية شعورها بإدراكها للنعمة، وبالمثل أُجبرت على صقل مشاعرها بالآلام وخيبة أملها جراء كل هذا. | ماريا أو مظالم النساء (رواية) |

وصرح زوجها جودوين أيضًا قائلًا: «لا أريد قصة عن زوج عنيف لا يبالٍ بالآخرين.» وانتقد كل من مكافحي التقارير اليعقوبية والتقرير الشهري على حد سواء الرواية بكل قسوة؛ وهاجموا كل من المؤلفة وعملي استفسار بخصوص العدالة السياسية، الذي نُشر عام 1793، ومذكرات مؤلفة دفاعًا عن حقوق المرأة لجودوين: 
| ماريا أو مظالم النساء (رواية) | شكلت القيود المفروضة على الزنا، من وجهة نظر ماريا، خطأً كبيرًا تم ارتكابه في وجه المرأة. هذا هو التوجه الأخلاقي داخل العمل، وهذه هي الدروس التي يمكن استخلاصها من كتابات السيدة وولستونكرافت؛ وهذه هي الفوائد التي ينبغي أن تمتع الجمهور جراء الكتاب الذي نشره جودوين وأن يتفقن معه تمامًا في المباديء الداعٍ لها في كتابه استفسار بخصوص العدالة السياسية. ولكنهم بوصفهم كتابًا، فقد قدموا نظريًا آرائهم الهدامة حول الاخلاق، وعلى الرغم من أن سلوكه لم يكن أخلاقيًا، فإن جودوين عمل على إخبار العالم بأن نظرية السيدة وولستونكرافت قد تم تخفيضها إلى حد من عاشها وشعر بها ثم كتبها واظهرها على الجمهور. | ماريا أو مظالم النساء (رواية) |

وتحت عنوان البغاء في فهرس المجلة، أدرج المحررون مدخلًا واحدًا فقط: ماري وولستونكرافت. وكانت بشكل جزئي خوفًا من ردود الفعل، حيث أن الحياة الجنسية الأنثوية لم تكن يتم تناولها بشكل علني في بريطانيا العظمي إلا في وقت لاحق وبعد مرور قرابة قرنًا من الزمان.
في حين أن الحجج التي قدمتها وولستونكرافت في مظالم النساء قد تبدو طبيعية في الحركة النسوية الحديثة، إلا أنها كانت جريئة بشكل لا يصدق في نهاية القرن الثامن عشر: «أظهرت الرواية الأخيرة لوولستونكرافت أن ما جاء في عملها دفاعًا عن حقوق المرأة بالكاد كان يلمح إلى أن العناوين التي تتناولها النساء دائمًا، سواء كن مواطنات أو امهات أو كائنات جنسية، تبدو غير متوافقة وبشكل كبير مع نظام الزواج الأبوي.». وعلى الرغم من ذلك، وفي حين أن مظالم النساء تعد، في الوقت الحاضر، العمل الممهد لنصوص نسوية عدة، ومصدر إلهام لكثير من الحجج النسوية والأساليب البلاغية، على سبيل المثال، الاعتراف الشخصي، إلا أن وولستونكرافت لم تكن يومًا ما جزءًا من الحركة النسوية وبالمثل لم توضح محابتها لأحد على حساب الآخر. وعلى الرغم من أن مظالم النساء تقدم المرأة على أنها شخصية تعرضت للهجوم، فلم تتعرض كل من وولستونكرافت أو أي امرأة بريطانية أخرى لعدم المساواة التي كانت تعاني منها المرأة في ذلك الوقت، أمثال الروائية الإنجليزية ماري هايس أو السياسية الإيرلندية ماري روبنسون، وبالمثل لم يحاولوا تقديم حلًا جماعيًا توافقيًا، بل قامت كل واحدة منهن بتقديم حلولًا فردية، باعتبارهم يشكلون جزءًا من عصر التنوير.
في القرن العشرين، أعاد النقاد النسويون تقييم الرواية ودمجها ضمن الأدب النسوي الكلاسيكي. وقد اعتُبرت الرواية بمثابة سيرة ذاتية رمزية للمؤلفة، حيث تعكس معاناتها الشخصية مع الزواج والهوية. كما أنها تُعد من أوائل الأعمال التي احتفت بالحياة الجنسية للمرأة، وطرحت أسئلة حول السلطة والحرية والعدالة الاجتماعية من منظور نسوي راديكالي.

## الطبعات الحديثة
- Wollstonecraft، Mary (2002). María o Los agravios de la mujer. Barcelona: Littera Books. ISBN:84-95845-08-3.
- Wollstonecraft، Mary (1989). The Complete Works of Mary Wollstonecraft. London: William Pickering. ISBN:0-8147-9225-1.
- Wollstonecraft، Mary (1998). The Wrongs of Woman. Oxford: Oxford University Press. ISBN:0-19-283536-X.
- Wollstonecraft، Mary (1975). The Wrongs of Woman, or Maria. Nueva York: Norton. ISBN:0-393-08713-1.